# Tipula (Acutipula) octoplagiata
Tipula (Acutipula) octoplagiata is een tweevleugelige uit de familie langpootmuggen (Tipulidae). De soort komt voor in het Afrotropisch gebied.